# Стойба (Амурская область)
Сто́йба — село в Селемджинском районе Амурской области России. Административный центр сельского поселения Стойбинский сельсовет.

## География
Расположено в 87 км юго-западнее районного центра, пгт Экимчан, на правом берегу реки Селемджа, при впадении в неё реки Нижняя Стойба, на автодороге регионального значения 10К-027 Свободный — Экимчан. Расстояние до ближайшей железнодорожной станции Февральск — 101 км (на юго-запад).

## История
Населённый пункт впервые упоминается в 1892 году. Поселок строился и развивался как база золотоискателей.
Статус посёлка городского типа — с 1942 года. Законом Амурской области № 65-ОЗ от 30.06.2008 преобразован в сельский населённый пункт — село Стойба.

## Население
| 1939 | 1959  | 1970  | 1979  | 1989  | 2002 |
| ---- | ----- | ----- | ----- | ----- | ---- |
| 1922 | ↘1818 | ↘1560 | ↘1364 | ↘1274 | ↘931 |
| 2010 | 2011  | 2012  | 2013  | 2014  | 2015 |
| ↘814 | →814  | ↘788  | ↘763  | ↘754  | ↘715 |
| 2016 | 2017  | 2018  |       |       |      |
| ↘707 | ↘690  | ↘687  |       |       |      |

## Экономика
Добыча золота.

## Достопримечательности
Памятник воинам-землякам.